# Ilha Magnetic

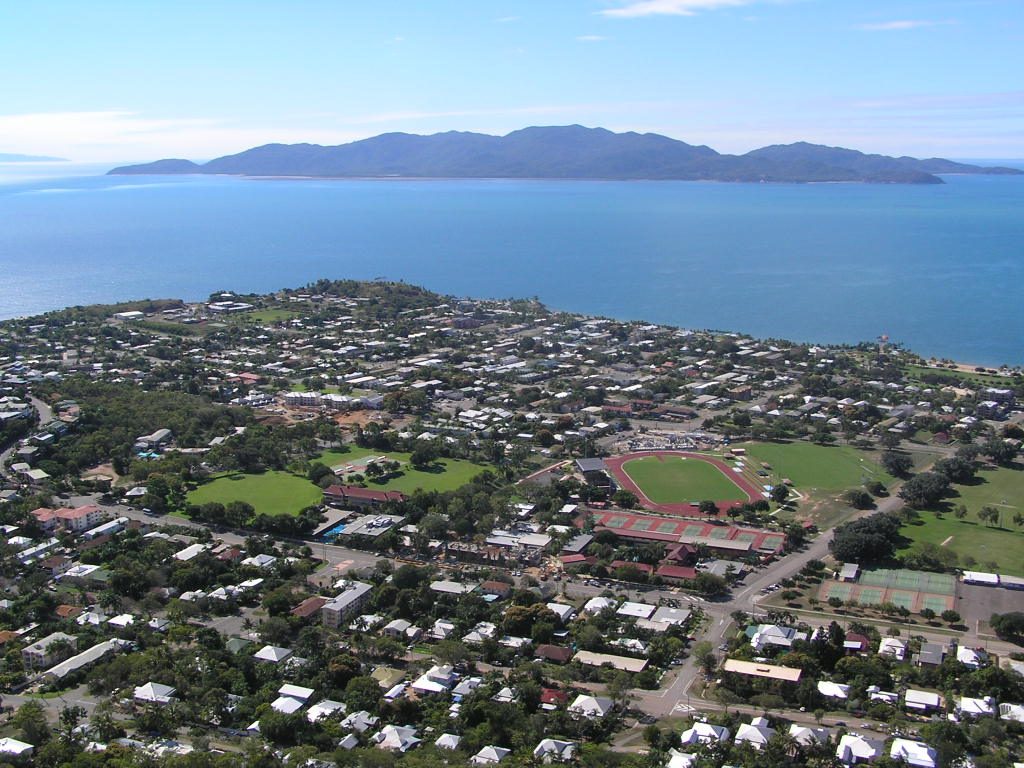
Vista aérea.

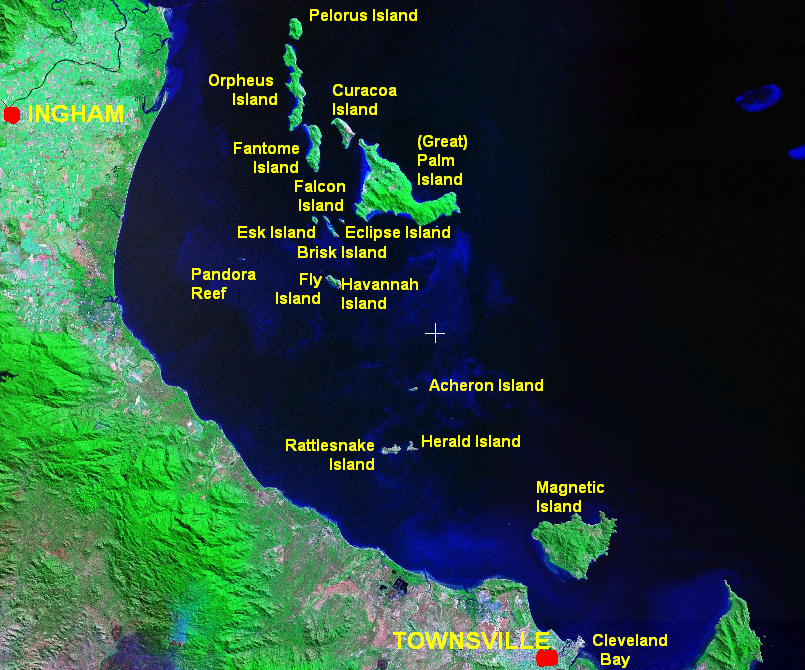
Arquipélago Palm.

A Ilha Magnetic (em inglês:  Magnetic Island) é um ilha frente a Townsville, Queensland, na Austrália. Com 52 km² e 2107 habitantes (2005), é acessível apenas por via marítima.

## Nome
O nome da ilha foi-lhe dado devido ao aparente efeito "magnético" que exercia na bússola do navio de James Cook quando passou pelo local em 1770. Em Townsville a ilha Magnetic é chamada "Maggie".